# Liechtensteiner Alpenverein
Il Liechtensteiner Alpenverein - LAV (in italiano Club Alpino del Liechtenstein) è il club alpino del Liechtenstein.
Ha sede a Schaan e gestisce i due rifugi del Liechtenstein.

## Storia
Fondato a Schaan come sezione del Deutscher und Österreichischer Alpenverein in Liechtenstein il 25 marzo 1909, dopo lo scioglimento del Deutscher und Österreichischer Alpenverein venne sciolto e il 5 luglio 1946 venne fondato come associazione alpinistica autonoma sempre a Schaan.

## Gli altri club alpini europei
- Club Alpino Italiano (CAI)
- Club Alpino Svizzero (CAS)
- Club Alpino Sammarinese (CAS)
- Club Alpino Francese (CAF)
- Deutscher und Österreichischer Alpenverein (DuÖAV)
- Deutscher Alpenverein (DAV)
- Oesterreichischer Alpenverein (OeAV)
- Alpenverein Südtirol (AVS)
- Unione Internazionale delle Associazioni Alpinistiche (UIAA)